# Neoeutrypanus nobilis
Neoeutrypanus nobilis là một loài bọ cánh cứng trong họ Cerambycidae.